# 22140 Сьюзіамамото
22140 Сьюзіамамото (22140 Suzyamamoto) — астероїд головного поясу, відкритий 1 листопада 2000 року.
Тіссеранів параметр щодо Юпітера — 3,336.